# Saksofon sopranowy
Saksofon sopranowy – pojedynczostroikowy instrument dęty drewniany. Jest budowany w stroju B, a barwa dźwięku jest łagodna i delikatna. Występuje w odmianie prostej, lub wygiętej z "fajką" (kształt zbliżony do saksofonu altowego, lecz zdecydowanie mniejszych rozmiarów).
Jest postrzegany za najtrudniejszy do opanowania rodzaj saksofonu.